# Ferdinand Heim
Ferdinand Heim (Reutlingen, 27 febbraio 1895 – Ulma, 14 novembre 1971) è stato un generale tedesco.
Ufficiale della Wehrmacht altamente stimato ed esperto, nel novembre 1942 era al comando del 48. Panzerkorps, riserva corazzata principale sul fronte del Don al momento della grande controffensiva sovietica durante la Battaglia di Stalingrado nella seconda guerra mondiale.

## Biografia
Ferdinand Karl Theodor Heim nacque in una famiglia di religione protestante. Il padre Ferdinand Heim esercitava la professione di avvocato. Nel 1907 si iscrisse al Eberhard-Ludwigs-Gymnasium di Stoccarda. Nel 1914 si arruolò come cadetto nel 13º Reggimento di Artiglieria di stanza a Ulm dove fu promosso aiutante. Dopo la fine della Prima Guerra Mondiale, rimase nell'amministrazione militare presso il Ministero. Seppure fosse stato notato per la preparazione sopra la media, solo con l'avvento del nazismo e il conseguente riarmo della Germania Heim poté trovare spazi di carriera. Fu promosso Maggiore nel 1934, entrò a far parte prima dello Stato Maggiore dell'Accademia della Guerra, quindi, nel 1937, di quello delle forze armate.

### Sul Fronte orientale
Dopo aver esercitato la funzione di Capo di stato maggiore della 6. Armee comandata dal feldmaresciallo Walter von Reichenau durante l'operazione Barbarossa, Heim prese la guida della 14. Panzer-Division che diresse con brillanti risultati durante la seconda battaglia di Char'kov, l'operazione Blu e la combattuta marcia su Stalingrado.
Divenuto per breve tempo l'ufficiale tedesco di collegamento presso la 3ª Armata rumena, ricevette il 1º novembre 1942, alla vigilia della controffensiva generale sovietica nel settore meridionale del Fronte orientale, il comando del 48º Panzerkorps, la formazione corazzata di riserva assegnata al Gruppo d'armate B per rafforzare lo schieramento dell'esercito rumeno sul fiume Don; il 48º Panzerkorps raggiunse le sue posizioni di raggruppamento il 16 novembre 1942.
L'operazione Urano ebbe inizio il 19 novembre 1942 e fin dal mattino Heim venne avvertito dal quartier generale del Gruppo d'armate B di tenersi pronto ad intervenire con il suo 48º Panzerkorps; al momento dell'inizio dell'offensiva sovietica egli disponeva della 22. Panzer-Division schierata a Malaja Donšcinka con 40 carri armati, tra cui 22 Panzer III e 11 Panzer IV, e la 1ª Divisione corazzata rumena, equipaggiata con 105 carri armati, tra cui 84 carri leggeri R-2, schierata a Perelazovskij. In teoria anche la 14. Panzer-Division, concentrata a Verčne Buzinovka con 55 carri armati, avrebbe dovuto essere assegnata ad Heim ma in realtà venne subito sottratta al suo comando per rinforzare l'XI corpo d'armata tedesco che era a sua volta sotto attacco.
Incaricato della difficile missione di intervenire in aiuto delle truppe rumene attaccate dai sovietici e fermare l'offensiva sovietica, Heim non sarebbe riuscito a bloccare l'irruzione dei corpi corazzati sovietici (circa 500 carri armati della 5ª Armata carri e del 4º Corpo carri) e, ostacolato da difficoltà di comunicazione e dagli ordini contraddittori degli alti comandi, sarebbe stato costretto a sganciarsi e ripiegare con i magri resti delle sue forze.

### Operazione Urano
Heim ricevette inizialmente l'ordine di avanzare in direzione nord-est con la 22. Panzer-Division e attaccare le forze nemiche che sembravano avanzare dalla testa di ponte a sud del Don di Kletskaja; la 1ª Divisione corazzata rumena venne ugualmente messa in marcia verso nord dalle sue posizioni di partenza a Perelazovskij. Alle ore 11.50 tuttavia Heim ricevette nuovi ordini provenienti direttamente dal comando supremo dell'esercito e da Hitler; queste nuove disposizioni prevedevano che l'intero 48º Panzerkorps deviasse subito verso nord-ovest e raggiungesse il settore tra Blinovskij e Žirkovskij dove avrebbe dovuto attaccare in direzione della testa di ponte di Serafimovič da dove provenivano notizie inquietanti su un probabile crollo delle difese rumene.

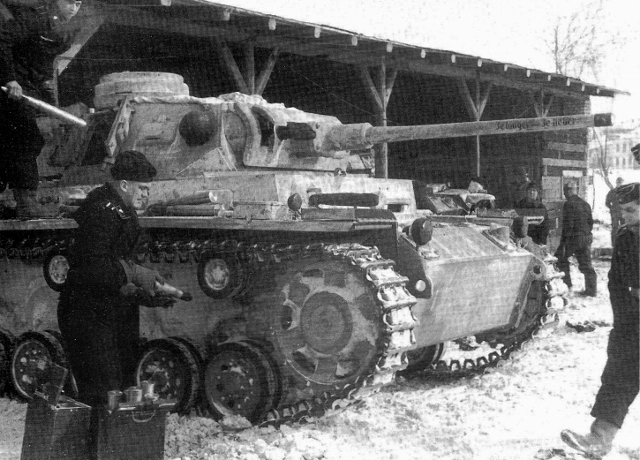
Truppe corazzate tedesche si preparano ad entrare in azione all'inizio dell'operazione Urano.

Heim effettuò la conversione verso nord-ovest tra le ore 12.00 e le ore 16.00, ma subito sorsero problemi di collegamento con la divisione corazzata rumena che inizialmente non ricevette i nuovi ordini e per molte ore continuò ad avanzare isolata verso nord-est e perse ogni contatto con il 48º Panzerkorps. Nel tardo pomeriggio del 19 novembre Heim entrò improvvisamente in combattimento con le colonne corazzate sovietiche del 1º Corpo carri e dell'8º Corpo di cavalleria; una serie di confuse battaglie d'incontro si susseguirono il 19 e il 20 novembre tra Blinovskij e Pešcanij con esiti alterni. I panzer di Heim riuscirono a trattenere alcune formazioni nemiche e inflissero perdite ma non riuscirono a costituire una difesa coerente, venendo aggirate a est ed a ovest da una parte delle forze mobili sovietiche. Nel frattempo la divisione corazzata rumena aveva finalmente deviato verso ovest per cercare di collegarsi con la 22. Panzer-Division, ma a Žirkovskij venne intercettata dal 26º Corpo carri sovietico e il 20 novembre venne nuovamente respinta verso est e accerchiata.
Al mattino del 21 novembre Heim ricevette inizialmente l'ordine di interrompere i combattimenti e ripiegare verso sud, ma nel corso della giornata giunsero nuove disposizioni dal comando supremo tedesco: il 48º Panzerkorps doveva riprendere l'avanzata verso nord per cercare finalmente di collegarsi con la divisione corazzata rumena e quindi proseguire a nord-est e sbloccare le truppe rumene del cosiddetto "gruppo Lascar" accerchiate nella sacca di Raspopinskaja. Heim cercò di eseguire la difficile missione ma ben presto le deboli forze della 22. Panzer-Division entrarono nuovamente in contatto con i mezzi corazzati del 1º Corpo carri sovietico e ripresero aspri combattimenti nel settore di Bolšaja Donšcinka. Al termine della giornata del 21 novembre, i carri sovietici proseguirono verso sud dopo aver aggirato le forze tedesche di Heim che erano ormai accerchiate a sud di Malaja Donšcinka da due divisioni dell'8º Corpo di cavalleria sovietico.
Hitler, estremamente irritato dal mancato successo dell'azione delle riserve corazzate guidate da Heim, lo avrebbe incolpato della catastrofe, radiandolo dall'esercito e destinandolo alla prigione e alla corte marziale. Il generale Heim venne subito destituito dal comando del XXXXVIII Panzerkorps, degradato e rinchiuso nella prigione di Moabit a Berlino per ordine di Hitler, divenendo il capro espiatorio del crollo del fronte del Don.

### Difesa di Boulogne
Le accuse, mai ufficialmente registrate, furono ritirate nel 1943. Nel corso del 1944 fu assegnato alla difesa a oltranza di Boulogne che, dopo lo sbarco alleato in Normandia, era coinvolta dall'operazione Wellhit.  Nonostante la strenua resistenza, le forze alleate ebbero ragione delle difese della piazza che, oltre a essere in parte datate, erano predisposte per fronteggiare un attacco dal mare piuttosto che da terra. Alla fine degli scontri, Heim si arrese alla 3rd Canadian Infantry Division il 28 settembre 1944.

### Fine della guerra e successivi anni
Durante e dopo la fine della guerra, Heim rimase internato in diversi campi di prigionia, incluso il Campo 18 a Featherstone Park vicino a Haltwhistle, dove prestò servizio come comandante del campo, e quello di Island Farm a Bridgend in Gran Bretagna. Fu rilasciato in Germania il 12 maggio 1948. Dopo il rientro in patria, si sposò per la seconda volta (la prima moglie era deceduta nel 1944) e lavorò come responsabile acquisti presso un'azienda del settore alimentare. In seguito, collaborò con lo United States Army Center of Military History. Morì il 14 novembre 1971. Alcune fonti indicano il 1977 come anno del decesso.